# New Berlin (Wisconsin)
New Berlin è una città degli Stati Uniti d'America, situata in Wisconsin, nella Contea di Waukesha.